# Swiftboating
Swiftboating ist ein Begriff der US-amerikanischen Politik, der grob mit dem deutschen Begriff „Schmutzkampagne“ übersetzt werden kann, wobei es aber markante Unterschiede gibt.
Im Genaueren handelt es sich um einen Angriff auf eine wahlwerbende Person, wobei plötzlich „neue Fakten“ ans Tageslicht gebracht werden. Diese neuen Fakten lassen zentrale Punkte der Selbstdarstellung eines Politikers plötzlich unglaubwürdig erscheinen und werden nicht vom politischen Gegner, sondern scheinbar „neutralen“ Personen oder Gruppierungen veröffentlicht, um die angegriffene Person in eine „Charakterdebatte“ zu verwickeln, die sie verlieren muss.
Wesentlich zu diesem Begriff gehört die Schaffung von „Beweisen“ durch eine Gruppe von Zeugen, die Schaffung von Belegen durch eigens erstellte Homepages, politische Blogs etc., die den Eindruck der Seriosität und Glaubwürdigkeit erzeugen sollen.

## Herkunft des Begriffs
Im Wahlkampf um die US-Präsidentschaft 2004 zwischen George W. Bush und John Kerry stellte sich der demokratische Kandidat Kerry selbst als in militärischen Fragen erfahren und als Veteran des Vietnamkriegs dar, da er ein Swift Boat (Patrouillenboot) kommandiert hatte. Zentraler Punkt seines Wahlkampfes war das Versprechen der Lösung der durch die Besetzung des Iraks entstandenen Probleme, wobei er seine durch drei „Purple Hearts“ (Verwundetenabzeichen) bewiesene Tapferkeit vor dem Feind besonders betonte.
Kurz darauf tauchte die Gruppe angeblicher ehemaliger Kriegskameraden auf, die Swift Boat Veterans For Truth, die Kerry als Feigling, militärisch unfähig etc. darstellte, was zu einem massiven Popularitätsverlust in der amerikanischen Öffentlichkeit führte. Es gibt zahlreiche Indizien, dass die Gründung und Finanzierung der Gruppe auf eine Initiative des Wahlkampfstabs von George Bush zurückging und dass sie ausschließlich zu dem Zweck gegründet wurde, Kerrys Chancen auf diese Weise zu schmälern.

## Swiftboating Obama
Das am 1. August 2008 erschienene Buch The Obama Nation: Leftist Politics and the Cult of Personality wird von politischen Kommentatoren als Versuch der Diskreditierung des Präsidentschaftskandidaten Barack Obama nach dem gleichen Muster wie bei John Kerry verstanden und ebenfalls als „Swiftboating“ bezeichnet. In diesem Buch wird mit hunderten Fußnoten versucht, Vorwürfe wie Drogenmissbrauch, Personenkult, Muslim etc. durch Verweise auf rechtsradikale Politikblogs und Webseiten zu belegen.